# 23 kwietnia
23 kwietnia jest 113. (w latach przestępnych 114.) dniem w kalendarzu gregoriańskim. Do końca roku pozostaje 252 dni.

## Święta
- Imieniny obchodzą: Achilles, Adalbert, Egidia, Feliks, Fortunat, Gabriela, Gerard, Gerarda, Helena, Idzi, Ilona, Jerzy, Lena, Maria, Marol, Wojciech i Wojciecha.
- Międzynarodowe
  - Światowy Dzień Książki i Praw Autorskich (ustanowiony przez UNESCO w 1995 r. w celu promowania czytelnictwa, edytorstwa i ochrony własności intelektualnej)
  - Dzień języka angielskiego w ONZ w ramach dni języków[1]
  - Międzynarodowy Dzień Manula Stepowego[2]
- Anglia – Dzień św. Jerzego, patrona Anglii
- Turcja – Narodowy Dzień Niepodległości i Dzień Dziecka
- Wielka Brytania – Święto Orderu Podwiązki
- Wspomnienia i święta w Kościele katolickim obchodzą[3][4]:
  - św. Ibar (apostoł Wexfordu)
  - św. Jerzy (męczennik) (w Polsce i w Czechach 24 kwietnia)
  - bł. Maria Gabriella Sagheddu (zakonnica) (w polskim Kościele 22 kwietnia)
  - bł. Teresa Maria Manetti (zakonnica)
  - św. Wojciech (biskup i męczennik, patron Polski)

## Wydarzenia w Polsce
- 997 – Męczeńska śmierć biskupa Wojciecha podczas misji ewangelizacyjnej do kraju Prusów.
- 1253 – Książęta wielkopolscy Przemysł I i Bolesław Pobożny lokowali Poznań na prawie niemieckim.
- 1313 – Pierwsza wzmianka o Warszawie.
- 1329 – Podczas krzyżackiego najazdu na Kujawy został spalony Włocławek.
- 1356 – Został poświęcony kościół farny św. Bartłomieja Apostoła w Płocku.
- 1561 – Miasteczko Śląskie uzyskało prawa miejskie.
- 1570 – Krzysztof Głowa założył miasteczko Głowów w ówczesnym powiecie pilźnieńskim (obecnie Głogów Małopolski w powiecie rzeszowskim).
- 1610 – W Gdańsku otwarto konsulat francuski.
- 1624 – W Nysie otwarto jezuickie Seminarium św. Anny.
- 1799 – Pruski oficer Friedrich Georg Tilly został prezydentem Warszawy.
- 1809 – Wojna polsko-austriacka: wojska austriackie zajęły Warszawę.
- 1810 – W kościele pw. św. Rocha i św. Jana Chrzciciela w Brochowie został ochrzczony Fryderyk Chopin.
- 1863 – Powstanie styczniowe: nierozstrzygnięta bitwa pod Wąsoszem.
- 1890 – W Białej Krakowskiej (dziś dzielnica Bielska-Białej) doszło do demonstracji robotniczej, która przerodziła się w zamieszki antysemickie. W wyniku starć z żandarmerią zginęło 11 osób.
- 1910 – Związek Walki Czynnej, wykorzystując austriackie przepisy zezwalające na zakładanie towarzystw przysposobienia wojskowego, utworzył dwie jawne organizacje paramilitarne: Związek Strzelecki we Lwowie oraz Towarzystwo Sportowo-Gimnastyczne "Strzelec" w Krakowie.
- 1919 – Wojna polsko-bolszewicka: w trwającym od zajęcia Wilna w dniu 19 kwietnia pogromie zginęło około 50 Żydów oskarżanych o sprzyjanie bolszewikom i strzelanie do wkraczających oddziałów polskich.
- 1935 – Prezydent RP Ignacy Mościcki podpisał tzw. Konstytucję kwietniową.
- 1937 – Sejm RP ustanowił dzień 11 listopada Świętem Niepodległości.
- 1943:
  - Około 600 Polaków zostało zamordowanych w Janowej Dolinie na Wołyniu przez ukraińską grupę powstałą z połączenia sił UPA, kolaboracyjnej policji ukraińskiej i tzw. „czerni” (okolicznego ruskiego chłopstwa).
  - Pododdział „Zagra-lin” Organizacji Specjalnych Akcji Bojowych Armii Krajowej dokonał zamachu bombowego na pociąg z żołnierzami Wehrmachtu stojący na Dworcu Głównym we Wrocławiu. Zginęły 4 osoby, a kilkanaście zostało rannych.
- 1944 – Na Podkarpaciu rozbił się należący do RAF samolot Handley Page Halifax wykonujący zrzut dla AK[5].
- 1955 – Marszałek ZSRR Iwan Koniew został Honorowym Obywatelem Miasta Krakowa.
- 1956 – Aresztowano pierwszych funkcjonariuszy Urzędu Bezpieczeństwa: wiceministra Romana Romkowskiego i dyrektora X Departamentu Anatola Fejgina.
- 1960 – Otwarto studencki klub „Pod Jaszczurami” w Krakowie.
- 1964 – Sejm PRL uchwalił Kodeks cywilny i Kodeks postępowania cywilnego.
- 1986 – W Gdańsku powstała anarchistyczna formacja artystyczna Totart.
- 1990 – Zarejestrowano Związek Harcerstwa Rzeczypospolitej.
- 1992 – Powołano Komisję Konstytucyjną Zgromadzenia Narodowego.
- 1994 – Z połączenia Unii Demokratycznej i Kongresu Liberalno-Demokratycznego powstała Unia Wolności.
- 2007:
  - 2 górników zginęło, a 3 zostało rannych w wyniku zawału w KWK „Staszic” w Katowicach.
  - Podpisano umowę między Telewizją Polską a Ministerstwem Spraw Zagranicznych o stworzeniu białoruskojęzycznego kanału telewizji satelitarnej TV Białoruś (Biełsat TV).
- 2008 – Otwarto stację warszawskiego metra Słodowiec.
- 2017 – Arcybiskup metropolita warszawski kard. Kazimierz Nycz podniósł kościół parafialny Miłosierdzia Bożego i św. Faustyny w Warszawie do rangi sanktuarium, a bp Rafał Markowski dokonał uroczystej konsekracji świątyni[6].
- 2022 – 10 górników zginęło w katastrofie w KWK „Zofiówka” w Jastrzębiu-Zdroju.

## Wydarzenia na świecie

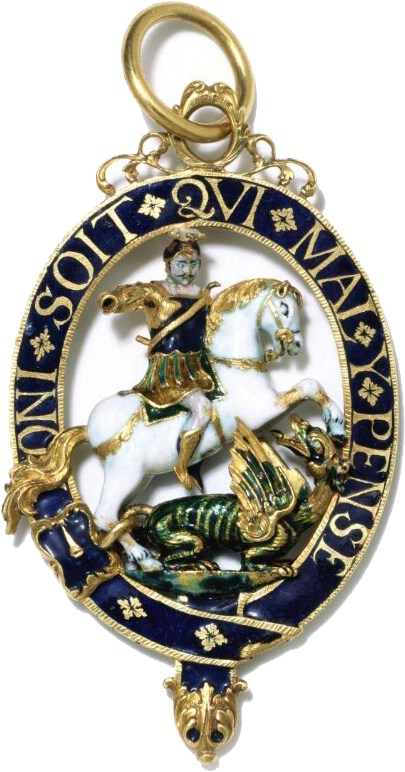
Odznaka Orderu Podwiązki z dewizą Honi soit qui mal y pense (XVII w.)

- 871 – Alfred Wielki został królem Anglii.
- 1014 – Król Irlandii Brian Śmiały odniósł miażdżące zwycięstwo nad wikingami pod Clontarf, jednak poległ w bitwie.
- 1016 – Edmund II został królem Anglii.
- 1155 – Papież Hadrian IV wydał Bullę wrocławską.
- 1343 – W Estonii wybuchło pierwsze powstanie ludowe skierowane przeciwko niemieckojęzycznym panom ziemskim.
- 1348 – Król Anglii Edward III ustanowił Order Podwiązki.
- 1401 – Papież Bonifacy IX udzielił dyspensy od przeszkody małżeńskiej dla poślubienia Anny Cylejskiej przez króla Polski Władysława II Jagiełłę.
- 1407 – Król Neapolu Władysław I poślubił swoją trzecią żonę, hrabinę Lecce Marię d’Enghien.
- 1423 – Rozpoczął obrady sobór w Pawii, który z powodu wybuchu zarazy został wkrótce przeniesiony do Sieny.
- 1437 – Malmö w Szwecji uzyskało prawa miejskie.
- 1445 – Król Anglii Henryk VI Lancaster ożenił się z Małgorzatą Andegaweńską.
- 1512 – Zawarto pokój w Malmö między Danią a Lubeką.
- 1516 – W Ingolstadt zostało ogłoszone i podpisane przez księcia Bawarii Wilhelma IV Bawarskie Prawo Czystości, które regulowało ceny piwa i wymieniało jego składniki.
- 1521 – Powstanie Comuneros w Kastylii: wojska Habsburgów zadały powstańcom decydującą klęskę w bitwie pod Villalar.
- 1532 – Stefan Grimaldi został regentem małoletniego seniora Monako Honoriusza I.
- 1600 – Przyszły cesarz rzymski Ferdynand II Habsburg poślubił Marię Annę Bawarską.
- 1605 – Fiodor II Borysowicz został carem Rosji.
- 1635:
  - Przy ujściu rzeki Pocomoke miała miejsce pierwsza w historii bitwa na wodach śródlądowych Ameryki Północnej, w której koloniści z Maryland pokonali oddział z Wirginii.
  - W Bostonie powstała pierwsza publiczna szkoła na terenie dzisiejszych Stanów Zjednoczonych (Boston Latin School).
- 1661 – Karol II Stuart został koronowany na króla Anglii.
- 1685 – Jakub II Stuart został koronowany na króla Anglii.
- 1748 – W Szwecji ustanowiono Order Królewski Serafinów.
- 1759 – Wojna siedmioletnia: wojska brytyjskie zajęły francuską Gwadelupę.
- 1775 – W Salzburgu odbyła się premiera opery Król pasterz z muzyką Wolfganga Amadeusa Mozarta i librettem Giambattisty Varesco.
- 1779 – Napoleon Bonaparte został przyjęty do szkoły wojskowej w Brienne-le-Château.
- 1809 – V koalicja antyfrancuska: zwycięstwo wojsk francuskich nad austriackimi w bitwie pod Ratyzboną.
- 1838 – Brytyjski parowiec „Great Western” zdobył Błękitną Wstęgę Atlantyku.
- 1848 – I wojna o Szlezwik: zwycięstwo wojsk pruskich nad duńskimi w bitwie pod miastem Szlezwik.
- 1849 – I wojna o Szlezwik: zwycięstwo wojsk pruskich nad duńskimi w bitwie pod Koldingiem.
- 1876 – Pierre Théoma Boisrond-Canal został prezydentem Haiti.
- 1880 – William Ewart Gladstone został premierem Wielkiej Brytanii.
- 1883 – Jan Heemskerk został premierem Holandii.
- 1885 – Holenderska seryjna morderczyni Maria Swanenburg została skazana na dożywotnie pozbawienie wolności.
- 1889 – Założono Szwedzką Socjaldemokratyczną Partię Robotniczą (SAP).
- 1891 – Wojna domowa w Chile: zwycięstwo floty rządowej nad flotą Kongresu w bitwie w Zatoce Caldera.
- 1899:
  - Gheorghe Cantacuzino został premierem Rumunii.
  - Założono szwedzki klub piłkarski IFK Malmö.
- 1900 – W wyniku pożaru miasta Pánuco w meksykańskim stanie Veracruz dach nad głową straciło 2 tys. osób.
- 1901 – Odkryto kometę jednopojawieniową C/1901 G1.
- 1902 – Rozpoczęła się przedostatnia do dziś faza aktywności wulkanu Montagne Pelée na karaibskiej wyspie Martynika. W czasie jej trwania, 8 maja 1902 roku, doszło do najtragiczniejszego w skutkach wybuchu wulkanu w XX wieku (28-40 tys. ofiar śmiertelnych).
- 1904 – Manchester City F.C. zdobył pierwszy w swej historii Puchar Anglii, pokonując w finale Bolton Wanderers F.C. 1:0.
- 1908 – Utworzono Rezerwy Armii Stanów Zjednoczonych.
- 1909 – Brazylijski parazytolog Carlos Chagas odkrył po raz pierwszy we krwi chorej 3-letniej dziewczynki świdrowce wywołujące chorobę nazwaną później jego nazwiskiem.
- 1913 – I wojna bałkańska: Czarnogóra bezprawnie zaanektowała turecką twierdzę Skutari (Szkodra), mającą zostać stolicą autonomicznego księstwa Albanii.
- 1918 – I wojna światowa: Royal Navy przeprowadziła rajd na okupowane przez Niemców belgijskie porty Zeebrugge i Ostenda.
- 1919:
  - Rozpoczęła się zorganizowana przez bolszewików akcja otwarcia relikwii Rosyjskiego Kościoła Prawosławnego, mająca obalić rozpowszechniany przez Cerkiew pogląd, że ciała świętych nie ulegają po śmierci rozkładowi.
  - W Tallinnie rozpoczęły się obrady estońskiej Konstytuanty.
- 1920:
  - Reprezentacja Szwecji w hokeju na lodzie mężczyzn w swym pierwszym oficjalnym meczu pokonała w Antwerpii Belgię 8:0.
  - W Ankarze rozpoczęło się pierwsze posiedzenie Wielkiego Zgromadzenia Narodowego Turcji.
- 1927 – W wyniku eksplozji i pożaru w fabryce nadwozi samochodowych Briggs Manufacturing Company w amerykańskim Detroit zginęło 21 osób, a ponad 100 odniosło obrażenia.
- 1931 – Premiera amerykańskiego filmu kryminalnego Wróg publiczny nr 1 w reżyserii William A. Wellmana.
- 1932 – W ZSRR rozwiązano Proletkult.
- 1933 – Uruchomiono komunikację trolejbusową w amerykańskim Dayton.
- 1940:
  - 209 osób zginęło w pożarze sali tanecznej w Natchez w amerykańskim stanie Missisipi.
  - Kampania norweska: rozpoczęła się norwesko-niemiecka bitwa pod Gratangen.
- 1941 – Wojna grecko-włoska: w Salonikach podpisano akt kapitulacji Grecji wobec wojsk włoskich i niemieckich.
- 1942 – Bitwa o Anglię: Luftwaffe dokonała nalotu bombowego na Exeter, rozpoczynając akcję niszczenia miast brytyjskich o znaczeniu historycznym (Baedeker Blitz), w odwecie za zbombardowanie Lubeki przez Royal Air Force.
- 1944 – Wojna na Pacyfiku: u wybrzeży Borneo zatonął po wejściu na minę japoński niszczyciel „Amagiri”.
- 1945:
  - Front zachodni: wojska amerykańskie wyzwoliły obóz koncentracyjny Flossenbürg.
  - Hermann Göring wysłał telegram oblężonemu w Berlinie Adolfowi Hitlerowi, w którym wezwał go przekazania mu władzy, za co Hitler kazał pozbawić go wszelkich stanowisk i aresztować pod zarzutem zdrady stanu, a w przypadku swojej śmierci rozstrzelać.
  - Wojna na Pacyfiku: na Morzu Jawajskim amerykański okręt podwodny USS „Besugo” zatopił niemiecką jednostkę tej samej klasy U-183 z 56-osobową załogą, spośród której przeżył tylko jeden marynarz.
- 1946 – Sisavang Vong został pierwszym królem Laosu.
- 1948 – Wojna domowa w Mandacie Palestyny: wojska żydowskie zdobyły Hajfę.
- 1949 – Chińska wojna domowa:
  - Powstała Marynarka Wojenna Chińskiej Armii Ludowo-Wyzwoleńczej.
  - Wojska komunistyczne zdobyły Nankin.
- 1951 – W Pekinie podpisano chińsko-tybetańskie porozumienie przyznające autonomię Tybetowi jako integralnej części ChRL.
- 1952 – Otwarto częściowo odbudowaną po zniszczeniach wojennych katedrę św. Szczepana w Wiedniu.
- 1953 – Premiera amerykańskiego westernu Jeździec znikąd w reżyserii George’a Stevensa.
- 1954 – Wszystkie 25 osób na pokładzie zginęło w katastrofie lecącego z Cordoby do Mendozy w Argentynie Douglasa C-47A należącego do Aerolíneas Argentinas.
- 1956 – W Oksfordzie brytyjski pisarz C.S. Lewis poślubił amerykańską poetkę i pisarkę Joy Davidman.
- 1958 – W bazie wojskowej Fort Campbell w stanie Kentucky w wyniku gwałtownego porywu wiatru podczas masowego skoku 1300 spadochroniarzy ze 101. Dywizji Powietrznodesantowej zginęło 5 żołnierzy, a 137 zostało rannych.
- 1960 – Inżynier lotniczy Tim Dinsdale zarejestrował jeden z najbardziej znanych filmów przedstawiających rzekomego Potwora z Loch Ness.
- 1961 – W nowojorskiej Carnegie Hall odbył się recital Judy Garland nazywany „najwspanialszą nocą w historii show-biznesu”. Dwupłytowy album Judy at Carnegie Hall, będący zapisem tego koncertu, zyskał status złotej płyty i przez 95 tygodni znajdował się na liście Billboard 200, w tym przez 13 na miejscu pierwszym oraz zdobył 5 nagród Grammy.
- 1962 – Została wystrzelona amerykańska sonda księżycowa Ranger 4.
- 1964 – Zainaugurował działalność moskiewski Teatr na Tagance.
- 1965:
  - Na orbicie został umieszczony pierwszy radziecki cywilny i operacyjny satelita telekomunikacyjny Mołnia 1-1.
  - Rozpoczęto seryjną produkcję Peugeota 204.
  - Z powodu budowy nowej linii metra wysadzono w powietrze gmach Teatru Narodowego w Budapeszcie.
- 1967:
  - Odbywający karę 20 lat pozbawienia wolności 39-letni recydywista James Earl Ray uciekł z więzienia stanowego w Jefferson City w stanie Missouri. Niespełna rok później zastrzelił w Memphis w stanie Tennessee pastora Martina Luthera Kinga.
  - Rozpoczęła się misja kosmiczna Sojuz 1, która zakończyła się katastrofą podczas lądowania i śmiercią kosmonauty Władimira Komarowa.
- 1968 – W Dallas w Teksasie z połączenia Kościoła Metodystycznego i Zjednoczonego Kościoła Ewangeliczno-Braterskiego powstał Zjednoczony Kościół Metodystyczny.
- 1969 – Palestyńczyk Sirhan Sirhan, który w czerwcu 1968 roku zamordował w Los Angeles senatora Roberta F. Kennedy’ego, został skazany na karę śmierci w komorze gazowej, zamienioną później na dożywocie.
- 1970:
  - Kobiety w Andorze otrzymały czynne prawo wyborcze.
  - Premiera amerykańskiego westernu Człowiek zwany Koniem w reżyserii Elliota Silversteina.
- 1971:
  - Rozpoczęła się pierwsza, nieudana z powodu problemów z dokowaniem, załogowa misja kosmiczna Sojuz 10 na stację kosmiczną Salut 1.
  - Ukazał się album Sticky Fingers grupy The Rolling Stones.
  - Wojna o niepodległość Bangladeszu: w miejscowości Jathibhanga w północnym Bangladeszu armia pakistańska i członkowie islamskiej organizacji paramilitarnej Razakar dokonali masakry 3000-3500 bengalskich Hindusów.
- 1973 – W Niemczech utworzono Park Natury Las Frankoński.
- 1976 – W Berlinie oddano do użytku nieistniejący już Pałac Republiki, który pełnił funkcję siedziby parlamentu NRD – Izby Ludowej.
- 1979 – W katastrofie samolotu Vickers Viscount 785D w Ekwadorze zginęło 57 osób.
- 1980 – Ukazał się album British Steel zespołu Judas Priest.
- 1982:
  - Miejscowości leżące na wyspach archipelagu Florida Keys, w proteście przeciwko dokonanej przez Straż Graniczną blokadzie międzystanowej drogi US-1, ogłosiły „niepodległość” tzw. Conch Republic (Republiki Muszli).
  - Premiera komputera domowego ZX Spectrum brytyjskiej firmy Sinclair Research Ltd.
- 1983:
  - Feministyczna Lista Kobiet zdobyła trzy mandaty w swym pierwszym starcie w wyborach parlamentarnych na Islandii.
  - W Monachium odbył się 28. Konkurs Piosenki Eurowizji.
- 1985 – Coca-Cola Company zaprezentowała napój New Coke, który zastąpił dotychczasowy jej sztandarowy napój Coca-Colę, z czego po 3 miesiącach zrezygnowano z powodu porażki marketingowej.
- 1988 – Grecki kolarz Kanellos Kanelopulos ustanowił rekord dystansu pokonanego mięśniolotem (115,11 km).
- 1990 – Namibia została członkiem ONZ.
- 1991 – Brytyjski przedsiębiorca branży jubilerskiej Gerald Ratner, opowiadając publicznie niefortunny żart o słabej jakości oferowanych przez siebie produktów, doprowadził w ciągu chwili swoje imperium Ratners Group na skraj bankructwa.
- 1992:
  - Gen. Than Shwe przejął władzę w Birmie.
  - USA i Gruzja nawiązały stosunki dyplomatyczne.
- 1993:
  - Powstała Prefektura apostolska Wysp Marshalla.
  - Rozpoczęło się trzydniowe referendum niepodległościowe w Erytrei, w którym większość głosujących opowiedziała się za odłączeniem od Etiopii.
- 1995 – W I turze wyborów prezydenckich we Francji zwyciężył Jacques Chirac przed Lionelem Jospinem.
- 1998 – Późniejszy prezydent Cachiagijn Elbegdordż został po raz pierwszy premierem Mongolii.
- 1999 – Operacja „Allied Force”: 16 osób zginęło w ataku lotnictwa NATO na stację radiowo-telewizyjną w Belgradzie.
- 2005 – Został opublikowany pierwszy film w serwisie YouTube, film ten nosi tytuł Me at the zoo.
- 2006 – Na Węgrzech odbyła się II tura wyborów parlamentarnych, w których zwyciężyła Węgierska Partia Socjalistyczna.
- 2007:
  - 9 amerykańskich żołnierzy zginęło, a 20 zostało rannych w ataku rebeliantów na posterunek koło Bakuby w Iraku.
  - Odkryto planetę pozasłoneczną Gliese 581 c.
- 2009:
  - Satelita Swift zarejestrował rozbłysk gamma GRB 090423.
  - W dwóch zamachach samobójczych w Bagdadzie zginęło 76 osób.
- 2010:
  - Derviş Eroğlu został prezydentem Cypru Północnego.
  - W Stambule otwarto halę widowiskowo-sportową Sinan Erdem.
- 2016 – Clément Mouamba został premierem Konga.
- 2017 – We Francji odbyła się pierwsza tura wyborów prezydenckich. Do drugiej tury przeszli: Emmanuel Macron (24,01%) i Marine Le Pen (21,3%).
- 2018 – W wyniku ataku furgonetką na przechodniów w Toronto zginęło 10 osób, a 15 zostało rannych, w tym 13 ciężko.

## Urodzili się
- 1170 – Izabella z Hainaut, królowa Francji (zm. 1190)
- 1185 – Alfons II Gruby, król Portugalii (zm. 1223)
- 1371 – Wilhelm II Bogaty, margrabia Miśni (zm. 1425)
- 1464:
  - Robert Fayrfax, angielski kompozytor (zm. 1521)
  - Joanna de Valois, królowa Francji, zakonnica, święta (zm. 1505)
- 1484 – Giulio Cesare Scaligero, włoski humanista, filozof, pisarz, lekarz (zm. 1558)
- 1487 – Macropedius, holenderski humanista, pedagog (zm. 1558)
- 1508 – Georgius Sabinus, niemiecki humanista, filolog, poeta (zm. 1560)
- 1509 – Afonso de Portugal, portugalski infant, duchowny katolicki, arcybiskup Lizbony, kardynał (zm. 1540)
- 1516 – Georg Fabricius, niemiecki poeta, historyk (zm. 1571)
- 1522 – Katarzyna del Ricci, włoska mistyczka, wizjonerka, stygmatyczka, święta (zm. 1590)
- 1553 – Giorgio Centurione, doża Wenecji (zm. 1629)
- 1564 – William Szekspir, angielski poeta, dramaturg, aktor (zm. 1616)
- 1571 – Leon Modena, żydowski rabin, uczony, poeta, muzyk (zm. 1648)
- 1598 – Maarten Tromp, holenderski admirał (zm. 1653)
- 1621:
  - William Penn, angielski admirał (zm. 1670)
  - Juliana Wittelsbach, księżna Palatynatu-Zweibrücken (zm. 1672)
- 1648 – Filip Verheyen, holenderski chirurg, anatom (zm. 1710)
- 1656 – Anton Egon von Fürstenberg, saski książę, polityk (zm. 1716)
- 1661 – Issachar Berend Lehmann, żydowski bankier (zm. 1730)
- 1676 – Fryderyk I Heski, król Szwecji (zm. 1751)
- 1680 – Anna Canalis di Cumiana, włoska szlachcianka (zm. 1769)
- 1708 – Friedrich von Hagedorn, niemiecki pisarz (zm. 1754)
- 1712 – Łazarz Pillai, hinduski męczennik i błogosławiony katolicki (zm. 1752)
- 1715 – Johann Friedrich Doles, niemiecki kompozytor (zm. 1797)
- 1720 – Eliasz ben Salomon Zalman, żydowski uczony, rabin, talmudysta, kabalista (zm. 1797)
- 1734 – Pierre Louis du Buat, francuski fizyk, inżynier wojskowy, budowniczy fortyfikacji (zm. 1809)
- 1736 – Małgorzata Rutan, francuska błogosławiona (zm. 1794)
- 1746 – Félix Vicq-d’Azyr, francuski lekarz, anatom (zm. 1794)
- 1750 – Maria Kordula Józefa od św. Dominika Barré, francuska urszulanka, męczennica, błogosławiona (zm. 1794)
- 1756 – Jacques Nicolas Billaud-Varenne, francuski polityk, rewolucjonista (zm. 1819)
- 1758 – Philip Gidley King, brytyjski oficer marynarki wojennej, polityk kolonialny (zm. 1808)
- 1759 – Wojciech Greffen, polski podpułkownik, uczestnik insurekcji kościuszkowskiej (zm. 1817)
- 1775 – William Turner, brytyjski malarz (zm. 1851)
- 1787:
  - Jusuf Hobaish z Sahel Alma, maronicki patriarcha Antiochii i całego Wschodu (zm. 1845)
  - Anastazy Sedlag, polski duchowny katolicki, biskup chełmiński (zm. 1856)
- 1788 – Elżbieta Sanna, włoska tercjarka, błogosławiona (zm. 1857)
- 1791 – James Buchanan, amerykański polityk, prezydent USA (zm. 1868)
- 1793:
  - Wojciech Grzymała, polski polityk, działacz emigracyjny (zm. 1871)
  - Teofil Morawski, polski szlachcic, polityk (zm. 1854)
- 1797 – Penina Moise, amerykańska poetka pochodzenia żydowskiego (zm. 1880)
- 1798 – Jerzy Bułharyn, polski generał brygady pochodzenia albańskiego (zm. 1885)
- 1803 – Henry Fox Young, brytyjski administrator kolonialny (zm. 1870)
- 1804:
  - Albert Schmitt, polski podporucznik w powstaniu listopadowym, działacz emigracyjny, wolnomularz (zm. 1878)
  - Maria Taglioni, włoska tancerka (zm. 1884)
- 1805 – Jerzy Ręczyński, polski wynalazca, uczestnik powstania listopadowego, działacz emigracyjny, wolnomularz (zm. 1899)
- 1808 – Wojciech Łożyński, polski filolog, pedagog (zm. 1884)
- 1810 – Eugène Belgrand, francuski inżynier (zm. 1878)
- 1811 – Carl Ferdinand Allen duński historyk, wykładowca akademicki (zm. 1871)
- 1812 – Frederick Whitaker, nowozelandzki polityk, premier Nowej Zelandii (zm. 1891)
- 1813:
  - Stephen A. Douglas, amerykański polityk, senator (zm. 1861)
  - Antoine-Frédéric Ozanam, francuski historyk literatury i filozofii, katolicki działacz społeczny, błogosławiony (zm. 1853)
- 1815 – Adam Mierosławski, polski inżynier, marynarz (zm. 1851)
- 1819 – Edward Stafford, nowozelandzki polityk, premier Nowej Zelandii (zm. 1901)
- 1820 – James Sant, brytyjski malarz (zm. 1916)
- 1821 – Pierre Dupont, francuski poeta ludowy (zm. 1870)
- 1825 – Emil Welti, szwajcarski polityk, prezydent Szwajcarii (zm. 1899)
- 1827 – Johann Friedrich von Schulte, niemiecki duchowny katolicki, ojciec starokatolicyzmu, polityk (zm. 1914)
- 1828:
  - Fenton John Anthony Hort, brytyjski duchowny anglikański, biblista (zm. 1892)
  - Albert I Wettyn, król Saksonii (zm. 1902)
- 1831 – Władysław Borzobohaty, polski lekarz, uczestnik powstania styczniowego (zm. 1886)
- 1834 – Leandro Marconi, polski architekt pochodzenia włosko-szkockiego (zm. 1919)
- 1835 – Nikołaj Pomiałowski, rosyjski pisarz (zm. 1863)
- 1836 – Charles Yorke, brytyjski arystokrata, polityk (zm. 1897)
- 1840 – Frances Jennings Casement, amerykańska feministka (zm. 1928)
- 1843 – Orest Awdykowski, ukraiński pisarz, publicysta (zm. 1913)
- 1844 – Sanford B. Dole, hawajski prawnik, polityk, jedyny prezydent Republiki Hawajów, gubernator terytorialny (zm. 1926)
- 1846 – Władysław Pieńkowski, polski polityk, burmistrz Radomska, prezydent Zgierza i Łodzi (zm. 1919)
- 1847 – Carl Nicoladoni, austriacki chirurg (zm. 1902)
- 1848:
  - Emil Geyer, polski przemysłowiec, działacz społeczny pochodzenia żydowskiego (zm. 1910)
  - Kazimierz Witold Ostrowski, polski rzeźbiarz (zm. 1880)
- 1849 – Wojciech Piechowski, polski malarz, fotograf (zm. 1911)
- 1850 – William Russell Ellis, amerykański polityk (zm. 1915)
- 1855 – Ernst von Wolzogen, niemiecki pisarz, krytyk kulturalny (zm. 1934)
- 1857 – Ruggero Leoncavallo, włoski kompozytor (zm. 1919)
- 1858:
  - Max Planck, niemiecki fizyk, laureat Nagrody Nobla (zm. 1947)
  - Ethel Smyth, brytyjska kompozytorka, sufrażystka (zm. 1944)
- 1861:
  - Edmund Allenby, brytyjski marszałek (zm. 1936)
  - Jan Henryk XV Hochberg, niemiecki książę, wojskowy (zm. 1938)
- 1866 – Henryk Dembiński, polski ziemianin, polityk (zm. 1915)
- 1867 – Johannes Fibiger, duński lekarz patolog, laureat Nagrody Nobla (zm. 1928)
- 1869 – Edward Hebern, amerykański wynalazca, konstruktor nowoczesnej maszyny szyfrującej (zm. 1952)
- 1872 – Violet Gordon-Woodhouse, brytyjska muzyk (zm. 1948)
- 1876 – Aino Ackté, fińska śpiewaczka operowa, sopran (zm. 1944)
- 1877:
  - Henryk Barwiński, polski aktor, reżyser (zm. 1970)
  - Helena Zboińska, polska śpiewaczka (zm. 1948)
- 1879 – Joachim Ferrer Adell, hiszpański kapucyn, błogosławiony (zm. 1936)
- 1880 – Stanisław Knothe, polski inżynier górnik, przemysłowiec, filantrop (zm. 1958)
- 1881 – Dawid Tugan-Mirza-Baranowski, rosyjski generał major, emigracyjny działacz kombatancki (zm. 1941)
- 1882 – José Bento, hiszpański strzelec sportowy (zm. 1969)
- 1883:
  - William John Dakin, australijski zoolog (zm. 1950)
  - Dagobert Frey, austriacki historyk sztuki (zm. 1963)
  - Jan Huskowski, polski poeta, prozaik, dramaturg (zm. ?)
- 1884:
  - Bob Burman, amerykański kierowca wyścigowy (zm. 1916)
  - Jusztinián Serédi, węgierski duchowny katolicki, arcybiskup Ostrzyhomia i prymas Węgier, kardynał (zm. 1945)
- 1885 – Otakar Husák, czeski generał (zm. 1964)
- 1886:
  - Zmitrok Biadula, białoruski poeta, prozaik, satyryk (zm. 1941)
  - Adele Blood, amerykańska aktorka (zm. 1936)
- 1887:
  - Karel Hromádka, czeski szachista (zm. 1956)
  - Rudolf Świerczyński, polski architekt (zm. 1943)
- 1888:
  - Helena Morsztynówna, polska pianistka (zm. 1954)
  - Georges Vanier, kanadyjski wojskowy, prawnik, dyplomata, gubernator generalny Kanady (zm. 1967)
- 1889 – Karel Doorman, holenderski kontradmirał (zm. 1942)
- 1891:
  - Siergiej Prokofjew, rosyjski kompozytor (zm. 1953)
  - Jeff Smith, amerykański bokser (zm. 1962)
- 1892 – Richard Huelsenbeck, niemiecki psychoanalityk (zm. 1974)
- 1893:
  - (lub 1894) Frank Borzage, amerykański reżyser i producent filmowy pochodzenia włoskiego (zm. 1962)
  - Stane Derganc, jugosłowiański gimnastyk (zm. 1981)
- 1895:
  - John Ainsworth-Davis, brytyjski lekkoatleta, sprinter (zm. 1976)
  - Robert Coppée, belgijski piłkarz (zm. 1970)
  - Ngaio Marsh, nowozelandzka pisarka, reżyserka teatralna (zm. 1982)
  - Jimmie Noone, amerykański klarnecista jazzowy (zm. 1944)
- 1896 – Wojciech Stpiczyński, polski polityk, poseł na Sejm RP, publicysta (zm. 1936)
- 1897:
  - Lucius Clay, amerykański generał (zm. 1978)
  - Folke Jansson, szwedzki lekkoatleta, trójskoczek (zm. 1965)
  - Lester Pearson, kanadyjski polityk, premier Kanady (zm. 1972)
- 1898 – Ernest Laszlo, amerykański operator filmowy pochodzenia węgierskiego (zm. 1984)
- 1899:
  - Bertil Ohlin, szwedzki polityk, ekonomista, laureat Nagrody Banku Szwecji im. Alfreda Nobla (zm. 1979)
  - Franciszek Sendra Ivars, hiszpański duchowny katolicki, męczennik, błogosławiony (zm. 1936)
- 1900:
  - Jim Bottomley, amerykański baseballista (zm. 1959)
  - Józef Green, polski aktor, reżyser i scenarzysta filmowy pochodzenia żydowskiego (zm. 1996)
  - Stanisław Michalski, polski weterynarz, porucznik rezerwy (zm. 1940)
- 1901 – Edmund Brisco Ford, brytyjski genetyk (zm. 1988)
- 1902:
  - Halldór Kiljan Laxness, islandzki pisarz, laureat Nagrody Nobla (zm. 1998)
  - Janusz Libicki, polski prawnik, porucznik kawalerii (zm. 1940)
- 1903 – Guy Simonds, kanadyjski generał (zm. 1974)
- 1904:
  - Aleksandr Jefriemow, radziecki polityk (zm. 1951)
  - Duncan Renaldo, amerykański aktor, scenarzysta i producent filmowy pochodzenia rumuńskiego (zm. 1980)
- 1905:
  - Jurij Bażanow, radziecki dowódca wojskowy, marszałek artylerii (zm. 1975)
  - Vašek Káňa, czeski dramaturg, dziennikarz (zm. 1985)
  - Nathan Homer Knorr, amerykański działacz religijny, prezes Towarzystwa Strażnica, członek Ciała Kierowniczego Świadków Jehowy (zm. 1977)
  - Ladislau Raffinsky, rumuński piłkarz, trener pochodzenia węgierskiego (zm. 1981)
- 1906 – Bronisław Wojciech Linke, polski malarz, rysownik, grafik (zm. 1962)
- 1907:
  - Wojciech Bąk, polski poeta, prozaik (zm. 1961)
  - Dolph Camilli, amerykański baseballista pochodzenia włoskiego (zm. 1997)
  - Lee Miller, amerykańska fotografka, dziennikarka, modelka (zm. 1977)
  - Piotr Nosow, rosyjski twórca filmów animowanych (zm. 1971)
  - Ilja Wekua, gruziński fizyk, matematyk (zm. 1977)
  - Fritz Wotruba, austriacki rzeźbiarz (zm. 1975)
- 1908:
  - Stanisława Angel-Engelówna, polska aktorka (zm. 1958)
  - Henryk Duczmal, polski dyrygent, dyrektor teatru, pedagog (zm. 1977)
  - Władysław Kowalski-Zapora, polski działacz komunistyczny (zm. 1971)
  - János Steiner, węgierski piłkarz, trener (zm. 1960)
  - Władysław Turowicz, polski inżynier, generał i współtwórca Pakistańskich Sił Powietrznych (zm. 1980)
  - Jurij Żukow, radziecki dziennikarz, polityk (zm. 1991)
- 1909:
  - Stanisław Jędras, polski hutnik, polityk, poseł na Sejm PRL (zm. 1997)
  - Gieorgij Kozłow, radziecki polityk (zm. 1976)
- 1910:
  - Jegor Ankudinow, radziecki major pilot, as myśliwski (zm. 1994)
  - Georg Johansson, szwedzki piłkarz (zm. 1996)
  - Emanuel Mink, polski działacz komunistyczny pochodzenia żydowskiego (zm. 2008)
  - Carlo Orlandi, włoski bokser (zm. 1983)
  - Simone Simon, francuska aktorka (zm. 2005)
  - Jorge Wilstermann, boliwijski pilot, pionier lotnictwa pochodzenia niemieckiego (zm. 1936)
- 1911:
  - Józef Cyrankiewicz, polski polityk, działacz komunistyczny, premier PRL, przewodniczący Rady Państwa (zm. 1989)
  - Bolesław Miciński, polski filozof, poeta, eseista, krytyk literacki, historyk sztuki (zm. 1943)
  - Ronald Neame, brytyjski reżyser, scenarzysta, producent i operator filmowy (zm. 2010)
  - András Wanié, węgierski pływak (zm. 1976)
- 1912:
  - Santiago Lovell, argentyński bokser (zm. 1966)
  - György Szűcs, węgierski piłkarz, trener (zm. 1991)
- 1913 – Jerzy Olszewski, polski neurolog, neuropatolog, neuroanatom (zm. 1964)
- 1914:
  - Erich Linnhoff, niemiecki lekkoatleta, sprinter (zm. 2006)
  - Jan Niewieczerzał, polski duchowny ewangelicko-reformowany, superintendent generalny Kościoła Ewangelicko-Reformowanego (zm. 1981)
- 1915 – Józef Kempiński, polski malarz (zm. 2002)
- 1916:
  - Andrzej Bieńkowski, polski ekonomista leśnictwa (zm. 1971)
  - Władysław Nowakowski, polski konstruktor lotniczy (zm. 1980)
  - Ioja Sinesie, rumuński duchowny prawosławny, uczestnik podziemia antykomunistycznego (zm. 1958)
  - Piotr Szarejko, polski ginekolog, historyk medycyny (zm. 2009)
  - Josef Wagner, szwajcarski kolarz szosowy (zm. 2003)
  - Józef Ziętek, polski poeta (zm. 1999)
- 1917:
  - Dorian Leigh, amerykańska modelka (zm. 2008)
  - Laurie Scott, angielski piłkarz, trener (zm. 1999)
  - Gieorgij Wicyn, rosyjski aktor (zm. 2001)
- 1918:
  - Margaret Avison, kanadyjska poetka (zm. 2007)
  - Maurice Druon, francuski pisarz, polityk (zm. 2009)
  - Ołeksandr Ponomariow, ukraiński piłkarz, trener (zm. 1973)
  - Piotr Szawurin, radziecki pułkownik pilot, as myśliwski (zm. 2002)
- 1919:
  - Bülent Arel, turecki kompozytor (zm. 1990)
  - Anne Buydens, amerykańska producentka filmowa pochodzenia niemieckiego (zm. 2021)
  - Sławomir Lewiński, polski rzeźbiarz (zm. 1999)
  - Tadeusz Nodzyński, polski malarz, grafik, karykaturzysta, projektant wnętrz (zm. 1993)
  - Oleg Pieńkowski, radziecki oficer wywiadu wojskowego, szpieg CIA i MI6 (zm. 1963)
- 1920:
  - Tadeusz Pióro, polski generał brygady, historyk wojskowości, publicysta (zm. 2010)
  - Stanisława Selmówna, polska tancerka baletowa (zm. 2014)
  - Hryhorij Tiutiunnyk, ukraiński pisarz (zm. 1961)
  - Jacek Woźniakowski, polski historyk sztuki, prozaik, eseista, publicysta, dziennikarz, edytor, wydawca (zm. 2012)
- 1921:
  - Janet Blair, amerykańska aktorka (zm. 2007)
  - Gerald Campion, brytyjski aktor (zm. 2002)
  - Paweł Leoniec, polski śpiewak operowy (tenor) (zm. 2017)
  - Warren Spahn, amerykański baseballista (zm. 2003)
- 1922:
  - Zenon Kulesza, polski rolnik, polityk, poseł na Sejm PRL (zm. 2020)
  - Maria Szymańska, łotewska chemik, działaczka polonijna pochodzenia polskiego (zm. 1995)
- 1923:
  - Cristina Campo, włoska pisarka, poetka (zm. 1977)
  - Avram Davidson, amerykański pisarz pochodzenia żydowskiego (zm. 1993)
  - Szelomo Hillel, izraelski polityk, dyplomata, minister policji, minister spraw wewnętrznych, przewodniczący Knesetu (zm. 2021)
  - Reinhart Koselleck, niemiecki historyk, wykładowca akademicki (zm. 2006)
  - Nikołaj Rodin, radziecki pułkownik pilot (zm. 2002)
  - Zbigniew Zalewski, polski poeta (zm. 2003)
  - Wasyl Zemlak, ukraiński pisarz, publicysta (zm. 1977)
- 1924:
  - Henry Holmberg, szwedzki zapaśnik (zm. 1981)
  - Margit Sandemo, norweska pisarka (zm. 2018)
- 1925:
  - Paul Bonnet, francuski kompozytor, skrzypek (zm. 1960)
  - Brenda Cowling, brytyjska aktorka (zm. 2010)
  - Sverre Ingolf Haugli, norweski łyżwiarz szybki (zm. 1986)
  - Lucyna Paczuska, polska aktorka, tancerka (zm. 1991)
  - Maria Sarnecka-Keller, polska biochemik, wykładowczyni akademicka (zm. 1984)
- 1926:
  - J.P. Donleavy, irlandzki pisarz (zm. 2017)
  - Czesław Piotrowski, polski generał dywizji, polityk, minister górnictwa i energetyki (zm. 2005)
- 1928:
  - Andrzej Biernat, polski lekkoatleta, trener (zm. 2007)
  - Antonino Orrù, włoski duchowny katolicki, biskup Ales-Terralba (zm. 2022)
  - Jadwiga Romańska, polska śpiewaczka operowa (sopran) (zm. 2024)
  - Shirley Temple, amerykańska aktorka (zm. 2014)
- 1929:
  - Aleksandra Dmochowska, polska aktorka (zm. 1992)
  - George Steiner, amerykański eseista, nowelista, filozof, tłumacz, krytyk literacki (zm. 2020)
  - Czesław Wilczyński, polski polityk, poseł na Sejm PRL (zm. 2021)
- 1930:
  - Michael Bowen, brytyjski duchowny katolicki, biskup Arundel i Brighton, arcybiskup metropolita Southwark (zm. 2019)
  - Margareta Ekström, szwedzka pisarka, tłumaczka, krytyk literacki (zm. 2021)
  - Witold Jerzy Molicki, polski architekt (zm. 2013)
- 1931:
  - Chuck Feeney, amerykański przedsiębiorca (zm. 2023)
  - Radek Pilař, czechosłowacki rysownik (zm. 1993)
  - Francesco Zerrillo, włoski duchowny katolicki, biskup Tricarico i Lucery-Troi (zm. 2022)
- 1932:
  - Rafał Gan-Ganowicz, polski żołnierz, najemnik, dziennikarz (zm. 2002)
  - Przemysław Górny, polski bokser, działacz opozycji antykomunistycznej, działacz społeczny (zm. 2022)
  - Ivan Šantek, chorwacki piłkarz (zm. 2015)
- 1933:
  - Walentin Bubukin, rosyjski piłkarz, trener (zm. 2008)
  - Peter Phipps, australijski rugbysta (zm. 2017)
  - Tharcisse Tshibangu, kongijski duchowny katolicki, biskup Mbujimayi (zm. 2021)
- 1934:
  - Fikret Hakan, turecki aktor (zm. 2017)
  - Jerzy Porębski, polski reżyser, scenarzysta, dziennikarz (zm. 2016)
- 1935:
  - Franco Citti, włoski aktor, reżyser i scenarzysta filmowy (zm. 2016)
  - Giuseppe Gargani, włoski prawnik, polityk
  - Władysław Jędrzejewski, polski bokser (zm. 2012)
  - Coşkun Taş, turecki piłkarz (zm. 2024)
- 1936:
  - Światosław Gabuda, rosyjski fizyk, matematyk, wykładowca akademicki (zm. 2015)
  - Anatolij Najman, rosyjski poeta, prozaik, eseista, pamiętnikarz, tłumacz (zm. 2022)
  - Roy Orbison, amerykański piosenkarz, gitarzysta (zm. 1988)
- 1937:
  - Franco Gallo, włoski prawnik, polityk
  - Wolfgang Webner, niemiecki siatkarz
  - Władimir Wieliczko, radziecki polityk
- 1938:
  - Ażdar Ismaiłow, azerski filolog, historyk, polityk
  - Milena Vukotic, włoska aktorka pochodzenia czarnogórskiego
- 1939:
  - Jozef Adamovič, słowacki aktor (zm. 2013)
  - José Ángel Divassón Cilveti, hiszpański duchowny katolicki, wikariusz apostolski Puerto Ayacucho
  - Monika Dzienisiewicz-Olbrychska, polska aktorka (zm. 2016)
  - Jorge Fons, meksykański reżyser i scenarzysta filmowy (zm. 2022)
  - Lee Majors, amerykański aktor, reżyser i producent filmowy i telewizyjny
  - Stanisław Wielgus, polski duchowny katolicki, biskup płocki, arcybiskup metropolita warszawski
  - Robert Wójcik, polski sztangista
- 1940:
  - Danilo Astori, urugwajski ekonomista, polityk, minister gospodarki i finansów, wiceprezydent (zm. 2023)
  - Wojciech Duryasz, polski aktor
  - Wiktor Szechowcew, ukraiński piłkarz (zm. 2015)
  - Pekka Tuomisto, fiński polityk
- 1941:
  - Jacqueline Boyer, francuska piosenkarka, aktorka
  - Mieczysław Czekalski, polski botanik, wykładowca akademicki
  - Arie den Hartog, holenderski kolarz szosowy i torowy (zm. 2018)
  - Paavo Lipponen, fiński polityk, premier Finlandii
  - Ray Tomlinson, amerykański inżynier, programista (zm. 2016)
  - Maria Rafaela Woińska, polska biskupka mariawicka
- 1942:
  - Étienne Balibar, francuski filozof, marksista
  - Jean-Pierre Blanc, francuski reżyser i scenarzysta filmowy (zm. 2004)
  - Sandra Dee, amerykańska aktorka (zm. 2005)
  - Christian Frémont, francuski polityk (zm. 2014)
  - Ronald Gilmore, amerykański duchowny katolicki, biskup Dodge City
- 1943:
  - Tony Esposito, kanadyjski hokeista (zm. 2021)
  - Jerzy Perzanowski, polski filozof, logik, wykładowca akademicki (zm. 2009)
  - Iñaki Sáez, hiszpański piłkarz, trener
  - Adam Szczęsny, polski chemik, polityk, poseł na Sejm RP (zm. 2010)
  - Amândio Tomás, portugalski duchowny katolicki, biskup Vila Real
- 1944:
  - Jerzy Bahr, polski dyplomata, urzędnik państwowy, szef BBN (zm. 2016)
  - Jerzy S. Łątka, polski pisarz, etnolog, orientalista (zm. 2022)
  - Anda Rottenberg, polska historyk i krytyk sztuki, kuratorka wystaw
- 1945:
  - Karol Broniatowski, polski rzeźbiarz
  - Antonio Castello, włoski kolarz torowy
  - Jorge Vásquez, salwadorski piłkarz
- 1946:
  - Anatolij Byszowiec, rosyjski piłkarz, trener
  - Konrad Nowacki, polski prawnik (zm. 2017)
  - Tadeusz Zasępa, polski duchowny katolicki, teolog, medioznawca (zm. 2016)
- 1947:
  - Ludmyła Aksionowa, ukraińska lekkoatletka, sprinterka
  - Dan Meridor, izraelski polityk
- 1948:
  - Ilario Antoniazzi, włoski duchowny katolicki, arcybiskup Tunisu
  - Jerzy Chmielewski, polski filolog, slawista, dyplomata
  - Pascal Quignard, francuski prozaik, eseista, tłumacz
  - Gustavo de Simone, urugwajski piłkarz, trener
- 1949:
  - David Cross, brytyjski muzyk, kompozytor
  - Joyce DeWitt, amerykańska aktorka
  - György Gedó, węgierski bokser
- 1950:
  - Maria Böhmer, niemiecka polityk
  - Tony Ineson, nowozelandzki hokeista na trawie
  - Steve McCurry, amerykański fotoreporter
  - Masaru Motegi, japoński zapaśnik
  - Wojciech Nentwig, polski dziennikarz, publicysta, animator życia muzycznego
  - Holger K. Nielsen, duński polityk
  - Yrjö Rantanen, fiński szachista (zm. 2021)
- 1951:
  - Tina Andrews, amerykańska aktorka, scenarzystka, producentka telewizyjna
  - Jacques Dudon, francuski kompozytor, wynalazca instrumentów muzycznych
  - Tor Fuglset, norweski piłkarz
  - Loek Hermans, holenderski polityk
  - Jerzy Zacharko, polski lutnik, działacz opozycji antykomunistycznej (zm. 2021)
- 1952:
  - Jean-Dominique Bauby, francuski dziennikarz (zm. 1997)
  - Helena Hańczyn, polska lekkoatletka, oszczepniczka
  - Toby Hemenway, amerykański ekolog, pisarz (zm. 2016)
  - Narada Michael Walden, amerykański perkusista, wokalista, producent muzyczny
- 1953:
  - Jerzy Filar, polski muzyk, wokalista, kompozytor, członek zespołu Nasza Basia Kochana
  - Aleksander Kalinowski, polski aktor
  - Jerzy Klempel, polski piłkarz ręczny, trener (zm. 2004)
  - James Russo, amerykański aktor, scenarzysta filmowy i telewizyjny
  - Fred Upton, amerykański polityk, kongresman
- 1954:
  - Rune Hauge, norweski menadżer piłkarski, brydżysta
  - Michael Moore, amerykański aktor, reżyser filmów dokumentalnych, scenarzysta, producent filmowy, pisarz
- 1955:
  - Jorge Alves Bezerra, brazylijski duchowny katolicki, biskup Paracatu
  - Judy Davis, australijska aktorka
  - Noël Dejonckheere, belgijski kolarz torowy i szosowy (zm. 2022)
  - Juan Jorge Giha Jr., peruwiański strzelec sportowy
  - Władimir Iwanow, bułgarski lekkoatleta, sprinter (zm. 2020)
  - Paul J. McAuley, brytyjski pisarz science fiction, botanik
  - Anthony Miles, brytyjski szachista (zm. 2001)
  - Ludovikus Simanullang, indonezyjski duchowny katolicki, biskup Sibolga (zm. 2018)
- 1956:
  - Alberto Carpani, włoski piosenkarz nurtu italo disco i eurodance (zm. 2020)
  - Greg Joy, kanadyjski lekkoatleta, skoczek wzwyż
  - Charnwit Polcheewin, tajski piłkarz, trener
  - Caroline Thompson, amerykańska reżyserka i scenarzystka filmowa
- 1957:
  - Dominique Horwitz, niemiecki aktor pochodzenia żydowskiego
  - Kenji Kawai, japoński kompozytor
  - Arkadiusz Kołodziejczyk, polski historyk (zm. 2011)
  - Patrik Ouředník, czeski prozaik, poeta, eseista, tłumacz
  - Andrzej Sasuła, polski samorządowiec, wicemarszałek województwa małopolskiego
  - Halina Usielska-Pełech, polska montażystka filmowa
- 1958:
  - Magnus Andersson, szwedzki piłkarz
  - Jerzy Gudejko, polski aktor, reżyser obsady
  - Jack Kao, tajwański aktor
  - Dariusz Tomasz Lebioda, polski poeta, krytyk literacki
  - Radu Mihăileanu, francuski reżyser i scenarzysta filmowy pochodzenia rumuńsko-żydowskiego
- 1959:
  - Václav Blažek, czeski matematyk, językoznawca, indoeuropeista i nostratysta, wykładowca akademicki
  - Jan Černý, czeski lekarz weterynarii, samorządowiec, polityk
  - Jerzy Głogowski, polski żużlowiec
  - Cezary Mech, polski ekonomista, urzędnik państwowy, wykładowca akademicki
  - Maria-Luise Rainer, włoska saneczkarka
- 1960:
  - Valerie Bertinelli, amerykańska aktorka pochodzenia włoskiego
  - Steve Clark, brytyjski gitarzysta, członek zespołu Def Leppard (zm. 1991)
  - Barry Douglas, brytyjski pianista, dyrygent
  - Craig Sheffer, amerykański aktor
- 1961:
  - Dirk Bach, niemiecki aktor (zm. 2012)
  - Ihor Iljuszyn, ukraiński historyk, wykładowca akademicki
  - Dominic Kimengich, kenijski duchowny katolicki, biskup Eldoret
  - Pierluigi Martini, włoski kierowca wyścigowy
  - Andrij Kurkow, ukraiński pisarz, scenarzysta filmowy
- 1962:
  - Kostas Botopulos, grecki polityk, eurodeputowany
  - Michael F. Feldkamp, niemiecki historyk, publicysta
  - John Hannah, brytyjski aktor
  - Algirdas Šemeta, litewski ekonomista, polityk, eurokomisarz
  - Shaun Spiers, brytyjski polityk, eurodeputowany
- 1963:
  - Paul Belmondo, francuski kierowca wyścigowy
  - Martin Brunner, szwajcarski piłkarz, bramkarz
  - Pia Cramling, szachistka szwedzka
  - Wendy Fraser, brytyjska hokeistka na trawie
  - Magnús Ver Magnússon, islandzki trójboista siłowy, strongman
  - Beata Mateusiak-Pielucha, polska działaczka samorządowa, polityk, poseł na Sejm RP
  - Herbert Scheibner, austriacki przedsiębiorca, polityk
- 1964:
  - Halla Margrét Árnadóttir, islandzka piosenkarka
  - Khalil Azmi, marokański piłkarz, bramkarz
  - Bill Browder, amerykański przedsiębiorca, działacz społeczny pochodzenia żydowskiego
  - Torsten Fenslau, niemiecki didżej, producent muzyczny (zm. 1993)
  - Piotr Klatt, polski muzyk, wokalista, autor tekstów, lider zespołu Róże Europy, producent telewizyjnych programów muzycznych, prezenter radiowy
- 1965:
  - Reginaldo Paes Leme Ferreira, brazylijski piłkarz, bramkarz
  - Marek Niedbała, polski przedsiębiorca, polityk, poseł na Sejm RP
  - Donna Weinbrecht, amerykańska narciarka dowolna
- 1966:
  - Franco Foda, niemiecki piłkarz, trener
  - Lembit Oll, estoński szachista (zm. 1999)
  - Néstor Subiat, szwajcarski piłkarz pochodzenia argentyńskiego
- 1967:
  - Waldemar Jaskulski, polski piłkarz
  - Melina Kanakaredes, amerykańska aktorka pochodzenia greckiego
  - Geraldine Roman, filipińska polityczka
  - Paul Tang, holenderski ekonomista, polityk
- 1968:
  - Brian Jensen, duński piłkarz
  - Timothy McVeigh, amerykański terrorysta (zm. 2001)
  - Wouter van Pelt, holenderski hokeista na trawie
- 1969:
  - Manoj Bajpai, indyjski aktor
  - Constantin Corduneanu, rumuński zapaśnik (zm. 2024)
  - Andrzej Głowacki, polski piłkarz, działacz piłkarski
  - Martín López-Zubero, hiszpański pływak
  - Renata Mauer-Różańska, polska strzelczyni sportowa, działaczka samorządowa
  - Tony McGuinness, brytyjski didżej, producent muzyczny, członek zespołu Above & Beyond
- 1970:
  - Scott Bairstow, kanadyjski aktor
  - Tayfur Havutçu, turecki piłkarz
  - Joanna Nowiak, polska polityk, poseł na Sejm RP
  - Francisco Jesús Orozco Mengíbar, hiszpański duchowny katolicki, biskup Guadix
  - Ken Owen, brytyjski perkusista, członek zespołów: Carcass i Blackstar
- 1971:
  - Chuck Adams, amerykański tenisista
  - Radosław Gruk, polski urzędnik, dyplomata
  - Shigetoshi Hasebe, japoński piłkarz, trener
  - Mame Ibra Touré, senegalski piłkarz
  - D.B. Weiss, amerykański pisarz, scenarzysta i producent telewizyjny
- 1972:
  - Demet Akalın, turecka piosenkarka, aktorka, modelka
  - Rafael Eerola, fiński hokeista
  - Konrad Imiela, polski aktor, reżyser teatralny, kompozytor, autor tekstów piosenek
  - Jarosław Janikowski, polski aktor, tancerz, mim
  - Jerzy Małecki, polski bankowiec, samorządowiec, polityk, poseł na Sejm RP
  - Sonya Smith, amerykańska aktorka pochodzenia wenezuelskiego
- 1973:
  - Bernard Aryee, ghański piłkarz
  - Teodozjusz (Czaszczin), rosyjski biskup prawosławny
  - Pablo Rotchen, argentyński piłkarz
- 1974:
  - Carlos Dengler, amerykański basista, kompozytor, członek zespołu Interpol
  - Mariusz Jerzy Golecki, polski prawnik, wykładowca akademicki
  - Han Dong-kyu, południowokoreański aktor
  - Maciej Kanert, polski japonista, tłumacz
  - Krzysztof Morawiec, polski koszykarz
  - Aleksy (Orłow), rosyjski biskup prawosławny
  - Barry Watson, amerykański aktor, reżyser i scenarzysta filmowy
- 1975:
  - Jón Þór Birgisson, islandzki wokalista, gitarzysta, członek zespołu Sigur Rós
  - Peter Christensen, duński elektryk, polityk, minister ds. podatków, minister obrony (zm. 2025)
  - Christian, brazylijski piłkarz
  - Władimir Czebaturkin, rosyjski hokeista, trener
  - Siobhan Hayes, brytyjska aktorka
  - Helge Lien, norweski pianista jazzowy, kompozytor
  - Olga Kern, rosyjska pianistka
  - Stine Brun Kjeldås, norweska snowboardzistka
  - Adam Nowik, polski siatkarz
  - Mariusz Totoszko, polski piosenkarz, aktor
  - Damien Touya, francuski szablista
- 1976:
  - Edyta Blauciak, polska lekkoatletka, oszczepniczka
  - Miroslav Fišmeister, czeski poeta, przyrodnik amator
  - Anna Kalczyńska, polska dziennikarka i prezenterka telewizyjna
  - Valeska Menezes, brazylijska siatkarka
  - Matteo Messori, włoski klawesynista, organista, dyrygent
  - Petra Movsesjanová, czeska szachistka
  - Henning Rümenapp, niemiecki gitarzysta, członek zespołu Guano Apes
- 1977:
  - Arash, irańsko-szwedzki piosenkarz, producent muzyczny
  - Ľubomír Bajaník, słowacki spiker i prezenter telewizyjny
  - John Cena, amerykański wrestler, raper, aktor
  - Kirsten Clark, amerykańska narciarka alpejska
  - Pascal Gaüzère, francuski sędzia rugby
  - Andruw Jones, baseballista z Curaçao
  - Wojciech Kossakowski, polski samorządowiec, polityk, poseł na Sejm RP
  - Siergiej Kucow, kirgiski piłkarz
  - Lee Young-pyo, południowokoreański piłkarz
  - Michaił Makouski, białoruski piłkarz
  - Uładzimir Makouski, białoruski piłkarz
  - John Oliver, brytyjski aktor, komik
  - Kal Penn, amerykański aktor, producent filmowy pochodzenia indyjskiego
  - Llucia Ramis i Laloux, katalońska dziennikarka, pisarka
  - Wojciech Rodek, polski dyrygent
  - Donatas Slanina, litewski koszykarz
  - Anna Sjöström, szwedzka piłkarka
  - Carl Waitoa, nowozelandzki kulturysta, strongman
  - Cristian Zenoni, włoski piłkarz
  - Damiano Zenoni, włoski piłkarz
- 1978:
  - Gezahegne Abera, etiopski lekkoatleta, maratończyk
  - Kofi Amponsah, ghański piłkarz
  - Ian Brennan, amerykański aktor, reżyser i producent telewizyjny
  - Marcel Mbayo, kongijski piłkarz
  - Saori Obata, japońska tenisistka
- 1979:
  - Pawieł Abramow, rosyjski siatkarz
  - Chris Burgess, amerykański koszykarz, trener
  - Barry Hawkins, brytyjski snookerzysta
  - Jaime King, amerykańska aktorka, modelka
  - Joanna Krupa, polsko-amerykańska modelka, aktorka
  - Samppa Lajunen, fiński kombinator norweski
  - Roberto Manrique, ekwadorski aktor, model
  - Ewa Matyjaszek-Matela, polska siatkarka
  - Nicolas Portal, francuski kolarz szosowy (zm. 2020)
  - Monika Skibińska, polska judoczka
  - Bjørn Tore Taranger, norweski lekkoatleta
  - Lauri Ylönen, fiński wokalista, kompozytor, autor tekstów, producent muzyczny, członek zespołu The Rasmus
  - Zhou Suhong, chińska siatkarka
  - Wojciech Zieliński, polski aktor
- 1980:
  - Ludovic Badey, francuski kierowca wyścigowy
  - Ričardas Beniušis, litewski piłkarz
  - Ian Brossat, francuski polityk
  - Rohanee Cox, australijska koszykarka
  - Paulina Gálvez, kolumbijska modelka, zwyciężczyni konkursów piękności
  - Dominik Michałowicz, polski perkusista, członek zespołów: Nomad, Soul Devourer, Devilyn, Hemia, Centurion i Pyorrhoea
  - Emerson Paulista, brazylijski piłkarz
  - Małgorzata Socha, polska aktorka
  - Marjorie de Sousa, meksykańsko-wenezuelska aktorka
  - Donatas Zavackas, litewski koszykarz
- 1981:
  - Freddie Eriksson, szwedzki żużlowiec
  - Wojciech Jankowski, polski hokeista
  - Dżawad Kazemian, irański piłkarz
  - Chris Sharma, amerykański wspinacz skałkowy
  - Mickaël Tacalfred, gwadelupski piłkarz
  - Valdo, kabowerdeński piłkarz
  - Gemma Whelan, brytyjska aktorka, komik
  - Gabriella Windsor, brytyjska arystokratka
- 1982:
  - Louise Bager Due, duńska piłkarka ręczna, bramkarka
  - Jerry Johnson, amerykańsko-kazachski koszykarz
  - Alice Jung, amerykańska kolarka BMX
  - Andy Webster, szkocki piłkarz
- 1983:
  - Leon Andreasen, duński piłkarz
  - Alex Bogomolov Jr., rosyjski tenisista
  - Daniela Hantuchová, słowacka tenisistka
  - Marta Mangué, hiszpańska piłkarka ręczna
  - Jung Soon-ok, południowokoreańska lekkoatletka, skoczkini w dal
  - Gerhardus Zandberg, południowoafrykański pływak
- 1984:
  - Jung Jo-gook, południowokoreański piłkarz
  - Aleksandra Kostieniuk, rosyjska szachistka
  - Władimir Lebiediew, rosyjski narciarz dowolny
  - Jasna Majstorović, serbska siatkarka
  - Daniela Pešková, słowacka strzelczyni
- 1985:
  - Blythe Auffarth, amerykańska aktorka
  - Emilio Bonifacio, dominikański baseballista
  - Choi Youn-ok, południowokoreańska siatkarka
  - Taio Cruz, brytyjski piosenkarz, autor tekstów, producent muzyczny
  - Angel Locsin, filipińska aktorka, modelka, projektantka mody
  - Tony Martin, niemiecki kolarz szosowy
  - Fie Udby Erichsen, duńska wioślarka
- 1986:
  - Piotr Ćwielong, polski piłkarz
  - Gintarė Gaivenytė, litewska kolarka torowa
  - Alysia Johnson, amerykańska lekkoatletka, biegaczka średniodystansowa
  - Katarzyna Kłys, polska judoczka
  - Sven Kramer, holenderski łyżwiarz szybki
  - Yannis Philippakis, brytyjski muzyk[7]
  - Anton Ponkraszow, rosyjski koszykarz
  - Eduardo Schwank, argentyński tenisista
  - Jessica Stam, kanadyjska modelka
  - Aida Szanajewa, rosyjska florecistka
- 1987:
  - Michael Arroyo, ekwadorski piłkarz
  - John Boye, ghański piłkarz
  - Boaz Mauda, izraelski piosenkarz
  - Sammir, chorwacki piłkarz pochodzenia brazylijskiego
  - Matevž Šparovec, słoweński skoczek narciarski
- 1988:
  - Victor Anichebe, nigeryjski piłkarz
  - Alistair Brownlee, brytyjski triathlonista
  - Deone Joubert, południowoafrykańska lekkoatletka, tyczkarka
  - David Pocock, australijski rugbysta
  - Lenka Wienerová, słowacka tenisistka
- 1989:
  - Kimberly Buys, belgijska pływaczka
  - Arleta Dudziak, polska biegaczka narciarska, biathlonistka
  - Andraž Struna, słoweński piłkarz
  - Karolina Szwed-Ørneborg, polska piłkarka ręczna
  - Nicole Vaidišová, czeska tenisistka
- 1990:
  - Mathias Jørgensen, duński piłkarz pochodzenia gambijskiego
  - Dev Patel, brytyjski aktor pochodzenia indyjskiego
  - Rémi Thirion, francuski kolarz górski
- 1991:
  - Simge Aköz, turecka siatkarka
  - Britt Baker, amerykańska dentystka, wrestlerka
  - Nathan Baker, angielski piłkarz
  - Pedro Franco, kolumbijski piłkarz
- 1992:
  - Zielimchan Bakajew, czeczeński piosenkarz (zag. 2017)
  - Dumitru Celeadnic, mołdawski piłkarz, bramkarz
  - Hanna Gujwan, polska zawodniczka sportów walki
  - OG Maco, amerykański raper (zm. 2024)
- 1993:
  - Marika Bianchini, włoska siatkarka
  - Alexy Bosetti, francuski piłkarz
  - Konrad Feliga, polski judoka
  - Maksim Szuwałow, rosyjski hokeista (zm. 2011)
- 1994:
  - Ihlas Bebou, togijski piłkarz
  - Sokhna Galle, francuska lekkoatletka, trójskoczkini
  - Tetiana Omelczenko, ukraińska i azerska zapaśniczka
- 1995:
  - Welizar Czernokożew, bułgarski siatkarz
  - Gigi Hadid, amerykańska modelka pochodzenia palestyńsko-holenderskiego
  - ReTo, polski raper, autor tekstów
  - Shakima Wimbley, amerykańska lekkoatletka, sprinterka
- 1996:
  - Carolina Alves, brazylijska tenisistka
  - Andrij Boriaczuk, ukraiński piłkarz
  - Amalie Håkonsen Ous, norweska biegaczka narciarska
  - Álex Márquez, hiszpański motocyklista wyścigowy
  - Aleksandr Własow, rosyjski kolarz szosowy
  - Woo Sang-hyeok, południowokoreański lekkoatleta, skoczek wzwyż
- 1997:
  - Zach Apple, amerykański pływak
  - Jack Carlin, brytyjski kolarz torowy
  - Aleksandra Nykiel, polska piosenkarka
  - Peng Cheng, chińska łyżwiarka figurowa
  - Jordan Sierra, ekwadorski piłkarz
  - Włatko Stojanowski, macedoński piłkarz
- 1998:
  - Bella Alarie, amerykańska koszykarka
  - Damian Domagała, polski siatkarz
  - Aleksandra Nowakowska, polska lekkoatletka, skoczkini wzwyż
  - Chivas, polski artysta muzyczny, twórca tekstów
- 1999:
  - Chang Hui-tsz, tajwańska zapaśniczka
  - Son Chae-young, południowokoreańska raperka, piosenkarka
- 2000 – Chloe Kim, amerykańska snowboardzistka pochodzenia koreańskiego
- 2001:
  - Ibrahim Adel, egipski piłkarz
  - Roman Jakuba, ukraiński piłkarz
  - Lee Yu-bin, południowokoreańska łyżwiarka szybka, specjalistka short tracku
  - Vitinho, brazylijski piłkarz
- 2002 – Bruce El-Mesmari, meksykański piłkarz pochodzenia libańsko-ormiańskiego
- 2003 – Elias Olsson, szwedzki piłkarz
- 2004:
  - Teagan Croft, australijska aktorka
  - Gustavinho, brazylijski piłkarz
  - Anastasija Sobolewa, ukraińska tenisistka
- 2007 – Leana Grozer, niemiecka siatkarka
- 2018 – Ludwik z Cambridge, brytyjski książę

## Zmarli
- ok. 303 – Święty Jerzy, rzymski żołnierz, męczennik (ur. ?)
- 711 – Childebert III, król Franków (ur. ?)
- 725 – Wihtred, król Kentu (ur. ?)
- 871 – Ethelred I, król Wesseksu (ur. ok. 837)
- 944 – Wichman Starszy, niemiecki graf (ur. ?)
- 997 – Wojciech Sławnikowic, czeski duchowny katolicki, biskup Pragi, organizator misji w Prusach, męczennik, święty (ur. ok. 956)
- 1014 – Brian Śmiały, król Munsteru i Irlandii (ur. 941)
- 1016 – Ethelred II Bezradny, król Anglii (ur. ok. 968)
- 1121 – Jan Ögmundsson, islandzki duchowny katolicki, biskup Hólaru, święty (ur. 1052)
- 1124 – Aleksander I, król Szkocji (ur. 1078)
- 1196 – Bela III, król Węgier i Chorwacji (ur. 1148)
- 1200 – Zhu Xi, chiński filozof (ur. 1130)
- 1217 – Inge II Baardsson, król Norwegii (ur. 1185)
- 1262 – Idzi z Asyżu, włoski franciszkanin, błogosławiony (ur. ?)
- 1358 – Mikołaj Mały, książę ziębicki (ur. 1322–27)
- 1530 – Jan Konopacki, polski duchowny katolicki, biskup chełmiński (ur. ?)
- 1543 – Zuzanna Wittelsbach, księżniczka bawarska, księżna Brandenburgii-Bayreuth, elektorowa Palatynatu Reńskiego (ur. 1502)
- 1554 – Gaspara Stampa, włoska poetka (ur. 1523)
- 1586 – Nikita Zacharyn, rosyjski bojar (ur. ?)
- 1605 – Borys Godunow, car Rosji (ur. ok. 1551)
- 1614 – Bartholomäus Schachmann, niemiecki kupiec, burmistrz Gdańska (ur. 1559)
- 1616:
  - (lub 22 kwietnia) Miguel de Cervantes, hiszpański pisarz (ur. 1547)
  - Inca Garcilaso de la Vega, peruwiański historyk, kronikarz (ur. 1539)
- 1617 – Stanisław Cikowski, polski szlachcic, polityk (ur. ?)
- 1620:
  - Kasper Trądkowski, polski filozof, retor, autor panegiryków (ur. ?)
  - Chaim Vital, rabin, kabalista (ur. 1542)
- 1624 – Remigian Lasocki, polski szlachcic, polityk (ur. 1579)
- 1625 – Maurycy Orański, książę Oranii, stadhouder Republiki Zjednoczonych Prowincji (ur. 1567)
- 1629 – Jean-Henri d’Anglebert, francuski klawesynista, kompozytor (ur. 1629)
- 1636 – Jan Albrecht II, współksiążę Meklemburgii-Schwerin i całej Meklemburgii, książę Meklemburgii-Güstrow (ur. 1590)
- 1687 – Ferdynand Albrecht I, książę Brunszwiku-Beveren (ur. 1636)
- 1706 – (lub 22 kwietnia) Wilhelmina Ernestyna Oldenburg, księżniczka duńska i norweska, elektorowa Palatynatu (ur. 1650)
- 1708 – Christian Wittelsbach, hrabia palatyn i książę Palatynatu-Sulzbach (ur. 1622)
- 1709 – Emanuel Filibert Sabaudzki-Carignano, włoski arystokrata, dowódca wojskowy (ur. 1628)
- 1726 – Giulio Piazza, włoski duchowny katolicki, arcybiskup ad personam Faenzy, kardynał (ur. 1663)
- 1730 – Bernardo Maria Conti, włoski kardynał (ur. 1664)
- 1733 – Tomasz Franciszek Czapski, polski duchowny katolicki, biskup chełmiński (ur. ok. 1675)
- 1746 – Thomas Winnington, brytyjski polityk (ur. 1696)
- 1747 – Henri-Osvald de la Tour d’Auvergne de Bouillon, francuski duchowny katolicki, arcybiskup Vienne, kardynał (ur. 1671)
- 1751 – Jakub I Grimaldi, książę Monako (ur. 1689)
- 1767 – Erdmuta Zofia von Dieskau, saska arystokratka (ur. 1698)
- 1774 – Christian Wilhelm Ernst Dietrich, niemiecki malarz, grafik (ur. 1712)
- 1780 – Maria Antonina Wittelsbach, księżniczka bawarska, księżna elektorowa Saksonii (ur. 1724)
- 1794 – Guillaume-Chrétien de Lamoignon de Malesherbes, francuski polityk (ur. 1721)
- 1796 – Theodor Gottlieb von Hippel Starszy, pruski urzędnik państwowy, pisarz (ur. 1741)
- 1803 – Józef Leon Łopaciński, polski duchowny katolicki, biskup pomocniczy żmudzki (ur. 1751)
- 1819 – Alexander Contee Hanson, amerykański polityk (ur. 1786)
- 1828 – Pius Kiciński, polski polityk, publicysta, poeta (ur. 1752)
- 1839 – Johann Daniel Preyssler, czeski urzędnik państwowy, przyrodnik, entomolog (ur. 1768)
- 1842 – William Elphinstone, brytyjski generał major (ur. 1782)
- 1847 – Stanisław Klicki, polski generał dywizji (ur. 1775)
- 1850 – William Wordsworth, brytyjski poeta (ur. 1770)
- 1852 – Hadżi-Murat, dagestański przywódca góralski pochodzenia awarskiego (ur. ok. 1790)
- 1857:
  - Juan Lindo, hondurasko-salwadorski polityk, prezydent Salwadoru i Hondurasu (ur. 1790)
  - Mikołaj Sikatka, polski pasterz, wizjoner (ur. 1787)
- 1866 – Charles Grant, brytyjski arystokrata, polityk (ur. 1778)
- 1873 – Wolfgang Menzel, niemiecki poeta, krytyk i historyk literatury (ur. 1798)
- 1885 – Stanisław Egbert Koźmian, polski tłumacz i wydawca utworów Williama Szekspira (ur. 1811)
- 1887 – Leopold Paliszewski, polski ziemianin, prawnik, podporucznik, uczestnik powstania listopadowego (ur. 1812)
- 1888 – Gerhard vom Rath, niemiecki mineralog (ur. 1830)
- 1889:
  - Jules Barbey d’Aurevilly, francuski prozaik, poeta, publicysta, krytyk literacki (ur. 1808)
  - Eugenia Bernadotte, księżniczka szwedzka i norweska, kompozytorka, pisarka, rzeźbiarka, malarka (ur. 1830)
- 1892 – Sygurd Wiśniowski, polski pisarz, reportażysta, tłumacz, nowelista, felietonista, podróżnik (ur. 1841)
- 1895 – Carl Ludwig, niemiecki lekarz, fizjolog (ur. 1816)
- 1898 – George Ettienne Loyau, australijski prozaik, poeta, dziennikarz (ur. 1835)
- 1901 – Stanisław Korab-Brzozowski, polski poeta, tłumacz (ur. 1876)
- 1903 – Malwida von Meysenbug, niemiecka pisarka (ur. 1816)
- 1905:
  - Antoni Chełmiński, polski numizmatyk (ur. 1863)
  - Gédéon Ouimet, kanadyjski prawnik, polityk, premier Quebecu (ur. 1823)
- 1906 – Povilas Višinskis, litewski pisarz, dziennikarz, reżyser, propagator kultury litewskiej, polityk (ur. 1875)
- 1908 – Julian Olpiński, polski lekarz, polityk (ur. 1847)
- 1909 – Adolf Jorkasch-Koch (młodszy), austriacki urzędnik skarbowy, polityk (ur. 1848)
- 1910 – Teresa Maria Manetti, włoska zakonnica, błogosławiona (ur. 1846)
- 1912 – Stilson Hutchins, amerykański przedsiębiorca, dziennikarz, filantrop (ur. 1838)
- 1913:
  - Adolf Poźniak, polski ziemianin, polityk (ur. 1848)
  - Henry Swift Upson, amerykański neurolog, wykładowca akademicki (ur. 1859)
- 1916:
  - William Frederick King, kanadyjski geodeta, astronom pochodenia brytyjskiego (ur. 1854)
  - Gustav Schwalbe, niemiecki anatom, antropolog, wykładowca akademicki (ur. 1844)
- 1918:
  - Nicolás Achúcarro, hiszpański neurolog (ur. 1880)
  - Paul Sébillot, francuski folklorysta, malarz, pisarz (ur. 1843)
- 1919:
  - Floyd S. Crego, amerykański psychiatra (ur. 1856)
  - Maria Izabela Orleańska, infantka hiszpańska, hrabina Paryża (ur. 1848)
- 1921 – Błażej Jaszowski, polski duchowny katolicki, teolog, wykładowca akademicki (ur. 1856)
- 1922 – Vlaho Bukovac, chorwacki malarz pochodzenia włoskiego (ur. 1855)
- 1923 – Ludwika Maria Hohenzollern, wielka księżna Badenii (ur. 1838)
- 1924 – Karl Helfferich, niemiecki ekonomista, bankier, prawnik, urzędnik państwowy, polityk, dyplomata (ur. 1872)
- 1925 – Władysław Filipiak, polski podporucznik pilot (ur. 1898)
- 1931:
  - Eduard Essen, rosyjski działacz bolszewicki (ur. 1879)
  - Izabela, księżna Asturii (ur. 1851)
  - Mieczysław Dordzik, polski bohater (ur. 1915)
  - Henry Leaf, brytyjski zawodnik racketsa (ur. 1862)
- 1932 – William Abdullah Quilliam, brytyjski prawnik, pisarz (ur. 1856)
- 1934:
  - Władysław Bejnar, polski tytularny generał dywizji (ur. 1868)
  - Aleksandr Szczerbak, rosyjski neurolog, psychiatra, fizjoterapeuta, wykładowca akademicki (ur. 1863)
- 1935 – Wanda von Debschitz-Kunowski, niemiecka fotografka (ur. 1870)
- 1936 – Anton Ghon, austriacki patolog, bakteriolog, wykładowca akademicki (ur. 1866)
- 1937 – Witold Jan Mościcki, polski ziemianin, działacz patriotyczny (ur. 1857)
- 1938:
  - Stefan Drzewiecki, polski inżynier, wynalazca, pionier żeglugi podwodnej (ur. 1844)
  - Wilhelm Knöpfelmacher, austriacki pediatra (ur. 1866)
  - Flegont Pongilski, rosyjski duchowny prawosławny, święty nowomęczennik (ur. 1871)
- 1939:
  - Domenico Mariani, włoski kardynał (ur. 1863)
  - Maria Gabriella Sagheddu, włoska mniszka, błogosławiona (ur. 1914)
- 1940:
  - Merari Siregar, indonezyjski pisarz (ur. 1896)
  - Bolesław Studziński, polski major administracji, współzałożyciel i komendant konspiracyjnej organizacji Komenda Obrońców Polski (ur. 1892)
- 1941 – Erich Basarke, niemiecki architekt (ur. 1878)
- 1942:
  - Ludwik Ławniczak, polski major intendent, działacz społeczny i polityczny (ur. 1882)
  - Ilja Rabinowicz, radziecki szachista pochodzenia żydowskiego (ur. 1891)
- 1943:
  - Marek Lichtenbaum, polski inżynier budowlany, prezes warszawskiego Judenratu pochodzenia żydowskiego (ur. 1876)
  - Jewdokija Nosal, radziecka pilotka wojskowa (ur. 1918)
  - Eugeniusz Przysiecki, polski kapitan pilot (ur. 1910)
  - Leopold Szerauc, polski inżynier, piłkarz, lekkoatleta (ur. 1887)
- 1944 – Stanisław Szymański, polski przemysłowiec, działacz społeczny, oświatowy i kulturalny, filantrop (ur. 1862)
- 1945:
  - Məstan Əliyev, radziecki żołnierz (ur. 1918)
  - Klaus Bonhoeffer, niemiecki prawnik, działacz antynazistowski (ur. 1901)
  - Franciszek Dyzert, polski stolarz, działacz śpiewaczy (ur. 1892)
  - Richard Kuenzer, niemiecki prawnik, dyplomata, działacz antynazistowski (ur. 1875)
  - Iwan Otmachow, radziecki porucznik (ur. 1923)
  - Józef Serwa, polski weterynarz (ur. 1868)
- 1946 – Leon Lempke, polski urzędnik kolejowy, związkowiec, publicysta, polityk, senator RP (ur. 1884)
- 1947:
  - Gyula Károlyi, węgierski polityk, premier Węgier (ur. 1871)
  - Adolf Theuer, niemiecki funkcjonariusz i zbrodniarz nazistowski (ur. 1920)
- 1948:
  - Jules Ellingboe, amerykański kierowca wyścigowy (ur. 1892)
  - Kazimierz Ostaszewski, polski kompozytor, publicysta, hodowca koni wyścigowych (ur. 1864)
- 1949 – Mir Bəşir Qasımov, azerski i radziecki polityk (ur. 1879)
- 1950 – Gemma Bellincioni, włoska śpiewaczka operowa (sopran) (ur. 1864)
- 1951:
  - Albert Ruskin Cook, brytyjski lekarz (ur. 1870)
  - Charles Gates Dawes, amerykański finansista, polityk, wiceprezydent USA, laureat Pokojowej Nagrody Nobla (ur. 1865)
- 1952 – Elisabeth Schumann, niemiecka śpiewaczka operowa (sopran) (ur. 1888)
- 1954 – Rudolf Beran, czeski polityk, premier Czech oraz Protektoratu Czech i Moraw (ur. 1887)
- 1955 – Julian Kamecki, polski chemik, wykładowca akademicki (ur. 1909)
- 1956 – Nikołaj Simoniak, radziecki generał porucznik (ur. 1901)
- 1957:
  - Ferdynand Dyrna, polski pisarz ludowy, dramaturg, aktor, malarz, działacz kultury (ur. 1874)
  - Ludwik Lille, polski grafik, malarz (ur. 1897)
- 1958:
  - Henock Abrahamsson, szwedzki piłkarz, bramkarz (ur. 1909)
  - Knut Lundmark, szwedzki astronom (ur. 1889)
- 1959:
  - Ernst Felle, niemiecki wioślarz (ur. 1876)
  - Stefan Litauer, polski dziennikarz, urzędnik państwowy (ur. 1892)
  - Park Jung-yang, koreański filozof, polityk, dziennikarz, urzędnik w czasie okupacji japońskiej, działacz społeczny (ur. 1874)
- 1960 – Tadeusz Michał Powidzki, polski dziennikarz, działacz polityczny, społeczny i niepodległościowy (ur. 1880)
- 1963 – Jicchak Ben Cewi, izraelski polityk, prezydent Izraela (ur. 1884)
- 1964 – Karl Polanyi, węgierski ekonomista, socjolog, wykładowca akademicki (ur. 1886)
- 1965:
  - William F. Brunner, amerykański polityk (ur. 1887)
  - Petro Diaczenko, ukraiński generał porucznik (ur. 1895)
  - Herold Jansson, duński gimnastyk, skoczek do wody (ur. 1899)
  - Georges Périnal, francuski operator filmowy (ur. 1897)
- 1966 – Naima Akef, egipska tancerka, aktorka (ur. 1929)
- 1967 – Joseph Perotaux, francuski florecista (ur. 1883)
- 1968 – Robert Liottel, francuski szpadzista (ur. 1885)
- 1969 – Krzysztof Komeda, polski kompozytor, pianista jazzowy (ur. 1931)
- 1970:
  - Aleksander Tomaszewski, polski major piechoty (ur. 1891)
  - Marian Wyrzykowski, polski aktor, prezes ZASP (ur. 1904)
- 1971 – Dempsey Wilson, amerykański kierowca wyścigowy (ur. 1927)
- 1972:
  - Henryk Greniewski, polski matematyk, logik, informatyk, wykładowca akademicki (ur. 1903)
  - Alfred Moss, brytyjski kierowca wyścigowy (ur. 1897)
  - Kazimierz Olechnowicz-Czerkas, polski major pilot (ur. 1893)
- 1973:
  - Tomoji Abe, japoński prozaik, nowelista, krytyk, badacz i tłumacz literatury angielskiej (ur. 1903)
  - Allegro Grandi, włoski kolarz szosowy (ur. 1907)
- 1974:
  - Jenő Uhlyárik, węgierski szablista (ur. 1893)
  - Hans Walz, niemiecki przedsiębiorca (ur. 1883)
- 1975:
  - William Hartnell, brytyjski aktor (ur. 1908)
  - Ole Stenen, norweski biegacz narciarski, kombinator norweski (ur. 1903)
- 1976:
  - Wiera Kietlinska, rosyjska pisarka (ur. 1906)
  - Ferdinand Le Drogo, francuski kolarz szosowy (ur. 1903)
  - Karl Schäfer, austriacki łyżwiarz figurowy (ur. 1909)
- 1978:
  - Frankie DelRoy, amerykański kierowca wyścigowy, mechanik, konstruktor samochodów (ur. 1911)
  - Iwan Pieriewierziew, rosyjski aktor (ur. 1914)
- 1979:
  - Witold Bordziłowski, radziecki reżyser filmów animowanych (ur. 1916)
  - Paweł Zaremba, polski historyk, pisarz, dziennikarz (ur. 1915)
- 1981:
  - Henryk Józewski, polski malarz, polityk, działacz niepodległościowy (ur. 1892)
  - Josep Pla, kataloński eseista, parodysta (ur. 1897)
- 1983:
  - Marguerite Broquedis, francuska tenisistka (ur. 1893)
  - Buster Crabbe, amerykański pływak, aktor (ur. 1908)
  - Frank Fisher, kanadyjski hokeista (ur. 1907)
  - Jan Szczawiej, polski poeta (ur. 1906)
- 1984 – Red Garland, amerykański pianista jazzowy (ur. 1923)
- 1985 – Billy Sanders, australijski żużlowiec (ur. 1955)
- 1986:
  - Harold Arlen, amerykański kompozytor (ur. 1905)
  - Otto Preminger, amerykański aktor, reżyser filmowy pochodzenia austriacko-żydowskiego (ur. 1906)
  - Alberto Zorrilla, argentyński pływak (ur. 1906)
- 1987:
  - Pierre Benoit, francuski dominikanin, biblista, palestynolog (ur. 1906)
  - Mária Medvecká, słowacka malarka (ur. 1914)
- 1988 – Axel Grönberg, szwedzki zapaśnik (ur. 1918)
- 1989:
  - Hamani Diori, nigerski polityk, premier i prezydent Nigru (ur. 1916)
  - Imre Hódos, węgierski zapaśnik (ur. 1928)
  - Stefan Korboński, polski prawnik, adwokat, oficer, działacz ruchu ludowego, polityk, poseł na Sejm Ustawodawczy (ur. 1901)
- 1990 – Paulette Goddard, amerykańska aktorka (ur. 1910)
- 1991:
  - Paul Brickhill, australijski pisarz (ur. 1916)
  - Dzmitryj Kasmowicz, białoruski oficer, emigracyjny pisarz, działacz narodowy i antykomunistyczny (ur. 1909)
  - Johnny Thunders, amerykański wokalista, gitarzysta, autor piosenek (ur. 1952)
- 1992 – Satyajit Ray, indyjski pisarz, scenarzysta i reżyser filmowy (ur. 1921)
- 1993 – César Chávez, amerykański działacz społeczny pochodzenia meksykańskiego (ur. 1927)
- 1994:
  - Fiodor Kołomijec, radziecki polityk (ur. 1910)
  - Fiodor Szynkarienko, radziecki generał pułkownik lotnictwa (ur. 1913)
- 1995:
  - Wiktor Gietmanow, rosyjski piłkarz (ur. 1940)
  - John C. Stennis, amerykański polityk (ur. 1901)
- 1996 – Pamela Lyndon Travers, australijska poetka i autorka książek dla dzieci (ur. 1899)
- 1997:
  - Jan Zylber, polski przedsiębiorca, muzyk jazzowy, menedżer muzyczny, animator kultury (ur. 1936)
  - Dorothy Hill, australijska geolożka i paleontolożka (ur. 1907)
- 1998:
  - Konstandinos Karamanlis, grecki polityk, premier i prezydent Grecji (ur. 1907)
  - James Earl Ray, amerykański morderca (ur. 1928)
  - Gregor von Rezzori, austriacki pisarz (ur. 1914)
- 1999:
  - Roger Rio, francuski piłkarz (ur. 1913)
  - Celso Torrelio Villa, boliwijski wojskowy, polityk, prezydent Boliwii (ur. 1933)
- 2001:
  - Lennart Atterwall, szwedzki lekkoatleta, oszczepnik (ur. 1911)
  - Guglielmo Biraghi, włoski krytyk filmowy, dramaturg (ur. 1927)
  - Georges Donnez, francuski samorządowiec, polityk (ur. 1922)
  - David M. Walker, to amerykański pilot wojskowy i doświadczalny, astronauta (ur. 1944)
  - Carl Zimmerer, niemiecki ekonomista, bankowiec, menedżer (ur. 1926)
- 2002 – Tibor Simon, węgierski piłkarz, trener (ur. 1965)
- 2003:
  - Jaime Silva, kolumbijski piłkarz (ur. 1935)
  - Austin Wright, amerykański pisarz (ur. 1922)
- 2004:
  - Marie-Émile Boismard, francuski dominikanin, biblista, wykładowca akademicki (ur. 1916)
  - Ramon Torrella Cascante, hiszpański duchowny katolicki, arcybiskup Tarragony (ur. 1923)
  - Len Vale-Onslow, brytyjski konstruktor i producent motocykli (ur. 1900)
- 2005:
  - André Gunder Frank, niemiecko-amerykański ekonomista, wykładowca akademicki (ur. 1929)
  - John Mills, brytyjski aktor (ur. 1908)
  - Romano Scarpa, włoski rysownik komiksów (ur. 1927)
- 2007:
  - David Halberstam, amerykański dziennikarz, historyk, pisarz pochodzenia żydowskiego (ur. 1934)
  - Boris Jelcyn, rosyjski polityk, prezydent Rosji (ur. 1931)
  - Zuhajr Maszarika, syryjski polityk (ur. 1938)
- 2010:
  - Iwan Krasnecki, ukraiński piłkarz, bramkarz (ur. 1945)
  - Natalja Ławrowa, rosyjska gimnastyczka (ur. 1984)
- 2011:
  - Dmytro Błażejowski, ukraiński duchowny grecki katolicki, historyk (ur. 1910)
  - Stanisław Gorgolewski, polski fizyk, astronom (ur. 1926)
  - Wojciech Kopciński, polski pisarz, scenarzysta, reżyser teatralny (ur. 1950)
  - Jerome Lettvin, amerykański neurolog, psychiatra (ur. 1920)
  - Norio Ōga, japoński przedsiębiorca (ur. 1930)
- 2012 – Chris Ethridge, amerykański gitarzysta basowy (ur. 1947)
- 2013:
  - Rudolf Dzipanow, polski generał brygady, doktor nauk humanistycznych, publicysta (ur. 1921)
  - Antonio Maccanico, włoski prawnik, polityk (ur. 1924)
- 2014:
  - Władysława Górska, polska szachistka (ur. 1920)
  - Leonhard Pohl, niemiecki lekkoatleta, sprinter (ur. 1929)
- 2015:
  - Jerzy Cyberski, polski oceanolog (ur. 1935)
  - Marian Gołębiowski, polski działacz kulturalny (ur. 1919)
  - Sawyer Sweeten, amerykański aktor (ur. 1995)
- 2016:
  - Halina Dobrowolska, polska scenograf filmowa, dekoratorka wnętrz, kostiumograf (ur. 1929)
  - Attila Ferjáncz, węgierski kierowca rajdowy (ur. 1946)
  - Stanisław Liszewski, polski geograf, urbanista (ur. 1940)
  - John Satterthwaite, australijski duchowny katolicki, biskup Lismore (ur. 1928)
  - Banharn Silpa-archa, tajski polityk, premier Tajlandii (ur. 1932)
  - Paul Hisao Yasuda, japoński duchowny katolicki, arcybiskup Osaki (ur. 1921)
- 2017:
  - Zbigniew Ciok, polski inżynier elektryk (ur. 1931)
  - Imre Földi, węgierski sztangista (ur. 1938)
  - Andrzej Grześkowiak, polski piłkarz (ur. 1955)
  - František Rajtoral, czeski piłkarz (ur. 1986)
  - Ken Sears, amerykański koszykarz (ur. 1933)
- 2018:
  - Liri Belishova, albańska polityk komunistyczna (ur. 1926)
  - Stanisław Malarski, polski prawnik (ur. 1931)
  - Vladimír Weiss, słowacki piłkarz (ur. 1939)
- 2019:
  - Jan, wielki książę Luksemburga (ur. 1921)
  - Denton Lotz, amerykański pastor baptystyczny, sekretarz generalny Światowego Aliansu Baptystycznego (ur. 1939)
  - Juan Muñante, peruwiański piłkarz (ur. 1948)
  - Johnny Neumann, amerykański koszykarz (ur. 1950)
  - Tadeusz Pluciński, polski aktor (ur. 1926)
  - Stanisław Stolorz, polski kolejarz, związkowiec (ur. 1961)
- 2020:
  - James M. Beggs, amerykański urzędnik, administrator NASA (ur. 1926)
  - Norbert Blüm, niemiecki polityk, minister pracy i spraw społecznych (ur. 1935)
  - Paweł Elsztein, polski dziennikarz, publicysta, tłumacz (ur. 1922)
  - Fred the Godson, amerykański raper (ur. 1985)
  - Patrick Leo McCartie, brytyjski duchowny katolicki, biskup Northampton (ur. 1925)
  - Janusz Symonides, polski prawnik, dyplomata (ur. 1938)
- 2021:
  - Milva, włoska aktorka, piosenkarka (ur. 1939)
  - Yves Rénier, francuski aktor, reżyser i scenarzysta filmowy (ur. 1942)
- 2022:
  - Carmelo Borobia, hiszpański duchowny katolicki, biskup pomocniczy Saragossy i Toledo, biskup Tarazony (ur. 1935)
  - Orrin Hatch, amerykański polityk, senator, przewodniczący pro tempore Senatu (ur. 1934)
  - Jerzy Kita, polski lekarz weterynarii, wykładowca akademicki (ur. 1931)
  - Tadeusz Rzemykowski, polski ekonomista, polityk, senator RP (ur. 1946)
  - Czesław Tarczyński, polski malarz, samorządowiec (ur. 1949)
  - Ryszard Wieczorek, polski generał brygady (ur. 1930)
- 2023:
  - Leonid Bobykin, radziecki polityk (ur. 1930)
  - Barbara Bojanowska-Jasionowska, polska malarka, graficzka (ur. 1936)
  - Boris Markarow, rosyjski piłkarz wodny (ur. 1935)
- 2024:
  - Tom Baker, walijski piłkarz (ur. 1936)
  - Andrzej Jarosik, polski piłkarz (ur. 1944)
  - Yukio Kasaya, japoński skoczek narciarski (ur. 1943)
  - Francisco Rodríguez, wenezuelski bokser (ur. 1945)
- 2025:
  - Antoni, rosyjski duchowny prawosławny, biskup czerniowiecki i uralski, arcybiskup uralski (ur. 1940)
  - Leszek Kopeć, polski producent filmowy, przedsiębiorca, wydawca (ur. 1951)
  - Fu’ad al-Mubazza, tunezyjski prawnik, ekonomista, polityk, mer Tunisu, minister młodzieży i sportu, p.o. prezydenta Tunezji (ur. 1933)
  - Jaromír Paciorek, czeski piłkarz (ur. 1979)
  - Wiesław Podkański, polski dziennikarz, menedżer, współzałożyciel i wieloletni prezes wydawnictwa Ringier Axel Springer Polska (ur. 1954)
  - Peter Taaffe, brytyjski dziennikarz, polityk (ur. 1942)
  - David Thomas, amerykański wokalista, autor tekstów, członek zespołu Pere Ubu (ur. 1953)